# Diocèse de Goré
Le diocèse de Goré (en latin : Dioecesis Gorensis), au Tchad, épouse les limites des régions du xx, soit 17 222 km2.

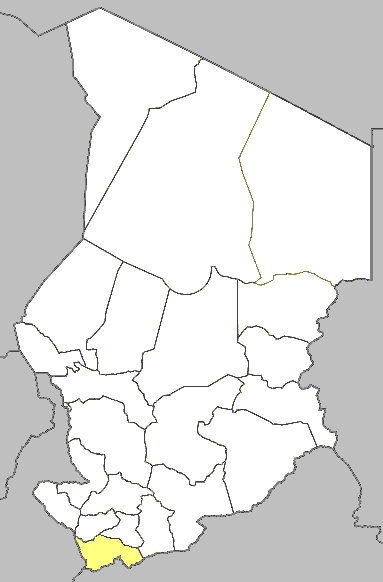
Carte du diocèse de Goré

## Historique
Le diocèse de Goré a été érigé le 28 novembre 1998 (territoire pris aux diocèses de Moundou et de Doba).

## Situation actuelle
- Évêque : Rosario Pio Ramolo (depuis 1998)
- Nombre de paroisses : 6 (2002)
- Nombre de catholiques : 58 732 (sur 260 800) soit 22.5 % (2002)